# Kao kakao (album)
Kao kakao deveti je studijski album makedonskog rock sastava Leb i sol, koji izlazi 1987. godine, a objavljuje ga diskografska kuća Jugoton.
Nakon što su objavili album Zvučni zid u sastav su došli Goce Micanov (saksofon) i Kiril Džajkovski (klavijature). Ubrzo nakon toga počeli su snimati materijal za novi album, Kao kakao. Odlučili su promijeniti glazbeni stil i ponuditi deset vokalnih skladbi. Kao glazbeni gosti na albumu se pojavljuju Dragana Šarić (poznata kao Bebi Dol), Ana Kostovska i Ronnie Wathen, koji je svirao irske gajde. Tekstove su pisali Vlatko i Goran Stefanovski, a produkciju su radili Vlatko, Bodan Arsovski i Bratislav Zafirovski. Tekst za skladbu "Femme Fatale" napisao je hrvatski glazbenik Arsen Dedić. Album sadrži nekoliko velikih uspješnica, "Skopje" (prvi puta snimljena na makedonskom jeziku), "Kao kakao", "Mamurni ljudi" i "Čuvam noć od budnih".
Godine 1999 dobiva Porin za najbolje reizdanje.
Diskografska kuća Croatia Records izdaje nanovo na kompakt disku 2006. godine.
Siječnja 2023. godine, album je nanovo izdan na vinilu s materijalom rezanim na pola brzine, u Abbey Road Studios u Londonu.

## Popis pjesama

### A strana
1. "Mamurni ljudi" (4:21)
2. "Kao kakao" (4:14)
3. "Femme Fatale" (4:05)
  - Tekst - Arsen Dedić
  - Glazba - Vlatko Stefanovski
4. "Čuvam noć od budnih"	(5:39)

### B strana
1. "Kriza tridesetih" (3:39)
2. "Autoput" (4:15)
  - Tekst - Goran Stefanovski
  - Glazba - Vlatko Stefanovski
  - Vokal - Bodan Arsovski
3. "Igraj" (4:30)
4. "Skopje" (2:26)
  - Tekst - Goran Stefanovski
  - Glazba - Vlatko Stefanovski
5. "Čekam kišu" (5:35)

## Izvođači
- Vlatko Stefanovski - vokal, gitara
- Bodan Arsovski - bas gitara
- Garabet Tavitijan - bubnjevi
- Goce Micanov - saksofon
- Kiril Đajkovski - klavijature

Glazbeni gosti
- Ana Kostovska, Dragana Šarić (Bebi Dol) - prateći vokali
- Ronnie Wathen - irske gajde

### Produkcija
- Producent - Vlatko Stefanovski, Bodan Arsovski, Bratislav Zafirovski
- Aranžer - Leb i sol
- Autori - Vlatko Stefanovski (skladbe: A1, A2, A4, B1, B3, B5)
- Dizajn - Ivan Piko Stančić
- Fotografija (prednja strana omota) - Paul Gaugin

## Vanjske poveznice
- Discogs - Recenzija albuma